# Träskö, Raseborg
Träskö är en ö i Finland. Den ligger i Finska viken och i kommunen Raseborg i landskapet Nyland, i den södra delen av landet. Ön ligger omkring 75 kilometer väster om Helsingfors.
Öns area är 14,9 hektar och dess största längd är 0,9 kilometer i sydöst-nordvästlig riktning.